# Jackie D'Amico
John "Jackie' D'Amico (nacido el 11 de julio de 1937) es un mafioso de Nueva York y caporegime que ejerció como jefe callejero de la familia criminal Gambino de 2005 a 2011. La posición de "Jefe callejero" fue el puesto número uno de la familia desde que el jefe oficial Peter Gotti comenzó a cumplir su cadena perpetua en prisión.

## Primeros años
Los padres de D'Amico nacieron en el pueblo de Vietri sul Mare, en la región italiana de Campania. D'Amico no está emparentado con el soldado de la familia criminal Bonanno Joseph D'Amico. D'Amico recibió el apodo de "Nariz" por su "Nariz románica", según declaró ante el tribunal un informante de la mafia durante su testimonio. En el juicio de Gotti, el mafioso Michael DiLeonardo dijo: "[D'Amico] se hizo arreglar la nariz, una (rinoplastia). Tuvo una nariz grande y distorsionada en una época", se dijo que D'Amico estaba molesto con los fiscales por usar el apodo. John Gotti le quería porque... Jackie era un compañero de juego que hacía todas sus apuestas por él.
Es un viejo amigo de Irving "Hal" Hershkowitz, fundador y presidente de la corporación de bebidas sin alcohol Big Geyser, Incorporated, Trabajó en su almacén de Maspeth, Queens. Mantuvo el empleo hasta que fue llevado a juicio y condenado por extorsión. Empezó como conductor de un camión de reparto con un salario base de 23.000 dólares, pero más tarde pasó a trabajar como vendedor a comisión y su sueldo aumentó hasta los 71.000 dólares anuales. En el mismo almacén donde D'Amico tenía un bloque de oficinas, era compañero de trabajo del capo de la familia criminal Lucchese Matthew Madonna, que también figura en la nómina de la empresa. El ayudante del fiscal federal Roger Burlingame sospechaba que mientras estaba en la planilla de pagos, tenía un trabajo fantasma que le permitía tener beneficios de salud de la compañía, un carro jaguar que era adquirido por la compañía y afirmar que tenía un empleo legítimo. Herskowitz declaró al reportero Tom Robbins que conocía a D'Amico por treinta años y le consideró un buen amigo de largo tiempo. Hershkowitz y D'Amico asistieron juntos al instituto New Utrecht, el mismo al que asistió Sammy Gravano antes de abandonar los estudios.

## Subida al poder
A finales de la década de 1960, D'Amico era corredor de apuestas y soldado de la familia Gambino, gobernada entonces por el capo Carlo Gambino. En la década de 1970, D'Amico se convirtió en socio del capo de Ozone Park, Queens John Gotti. En 1976, D'Amico comenzó a realizar actividades de usura, apuestas ilegales, extorsión y chantaje laboral en Brooklyn, Queens y el Bronx. Tras la muerte de Gambino en 1976, su cuñado Paul Castellano se convirtió en el nuevo jefe. A finales de la década de 1970, D'Amico fue ascendido a caporegime en la facción de Brooklyn. Con ingresos procedentes de operaciones de usura, extorsión y juego ilegal, D'Amico se ganó mucho respeto dentro de la familia.
El 16 de diciembre de 1985, Castellano y su subjefe Thomas Bilotti fueron abatidos a tiros frente al Sparks Steak House en Manhattan. Gotti, que había orquestado su asesinato, se convirtió en el jefe de los Gambino. D'Amico se convirtió en uno de los socios más cercanos de Gotti. En 1992, Gotti fue declarado culpable de cargos de crimen organizado y condenado a cadena perpetua.
Cuando John Gotti ingresó en prisión, creó un panel gobernante, o "administración", para supervisar a la familia. Este panel incluía a D'Amico, el hijo de Gotti John "Junior" Gotti como jefe en funciones, Peter Gotti, y Joseph Arcuri. Los cuatro hombres se reunían para hablar de negocios en el Hawaiian Moonlighters Club, el nuevo cuartel general de los Gambino en Little Italy. Otros relatos afirman que Nicholas Corozzo, y no Arcuri, estaba en el panel. Después de que las fuerzas del orden federales empezaran a centrarse en Junior Gotti, John Gotti supuestamente lo designó como nuevo jefe en funciones.
En 1998, D'Amico fue acusado de asociación ilícita y usura. El 19 de enero de 1999, se declaró culpable de un único cargo de explotación de una operación de juego ilegal en Connecticut cuyos beneficios fueron a parar a Junior Gotti. El 8 de julio de 1999, D'Amico fue condenado a 20 meses de prisión.

## Liberación de prisión
En septiembre de 2001, D'Amico fue puesto en libertad. Según las autoridades federales, D'Amico se convirtió en el jefe en funciones de los Gambino en 2003. Sin embargo, con la liberación de Nicholas Corozzo en 2006, un informe afirmaba que tanto D'Amico como Corozzo dirigían la familia, con Arnold "Zeke" Squitieri como subjefe y Joseph "Jo Jo" Corozzo como consigliere. 
El 7 de febrero de 2008, D'Amico fue detenido junto a más de 60 afiliados de la familia Gambino después de que la Operación Puente Viejo recogiera a un informante llamado Joseph Vollaro. La operación acabó con el tráfico de drogas entre la familia criminal Gambino en Nueva York y sus conexiones en Sicilia. Mientras que D'Amico fue internado en el Centro de Detención Metropolitano (MDC) de Brooklyn, Corozzo se convirtió en fugitivo. El 14 de marzo de 2008, D'Amico salió en libertad bajo fianza del Metropolitan Detention Center (MDC) de Brooklyn, Nueva York. Tras las acusaciones de la Operación Puente Viejo, D'Amico seguía siendo juzgado por múltiples cargos de asociación ilícita. En mayo de 2008, D'Amico se declaró culpable de extorsionar a una empresa cementera por valor de 100.000 dólares y fue condenado el 18 de agosto de 2008 a dos años de prisión en el Metropolitan Correctional Center, Nueva York.
Estaba previsto que D'Amico saliera de prisión el 3 de noviembre de 2009. Sin embargo, en febrero de 2009, fue acusado de organizar el asesinato de Weiss en 1989 y se le mantuvo en prisión. El 5 de agosto de 2010, D'Amico se declaró culpable de conspirar para agredir a Frederick Weiss con un arma peligrosa. El fiscal del distrito aceptó un acuerdo de culpabilidad indulgente porque el caso contra D'Amico era "muy, muy débil". D'Amico estuvo encarcelado en el Metropolitan Correctional Center, Nueva York y fue puesto en libertad el 15 de junio de 2012.